# 서재형 (음악가)
서재형(1970년 2월 27일 ~ )은 대한민국의 가수, 작곡가, 베이스 기타리스트, 음악 프로듀서이다.

## 이력
그는 1993년 가수 김준선의 솔로 2집 음반에 음반 디렉터로 참여하여 첫 데뷔하였다.

### 주요 경력
- 1995년부터 1997년까지 록 음악 밴드 "컬트(Cult)"의 베이스 기타리스트로 가수 활동.
- 1997년 록 음악 밴드 "번개"의 키보디스트 겸 보컬리스트 활동.
- 2000년 영화 《비천무》의 OST 음반에 작곡가로 참여.

## 학력
- 경원대학교 작곡과 학사